# Cropmark

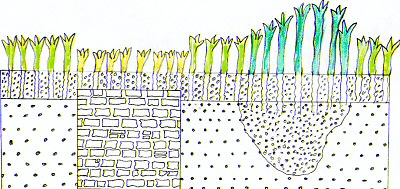
Diagramma che delinea cropmark negativo sopra un muro e un cropmark positivo sopra un fossato

I cropmarks o crop marks sono delle conformazioni del suolo che si manifestano attraverso la sua superficie, il cui sottosuolo archeologico naturale con le caratteristiche (feature) recenti possono essere visibili dall'alto o da un punto favorevole di un'altura o da una piattaforma temporanea. Insieme ai soil mark e frost mark essi possono rivelare siti archeologici sepolti non visibili da terra. 
I crop marks si manifestano principalmente a causa della crescita differenziata delle piante sul suo suolo. Infatti uno dei fattori che controlla la crescita della vegetazione è la condizione del terreno. Per esempio, un muro di pietra sepolto influenzerà la crescita delle colture al di sopra di esso, poiché la sua presenza incanala l'acqua per portarla via dalla sua area, andando ad occupare lo spazio del suolo che sarà dunque più fertile. Viceversa, un fossato sepolto, riempito con più materia organica rispetto alla terra naturale, fornisce molte più condizioni favorevoli per l'acqua che vi confluirà naturalmente, nutrendo le piante che vi crescono sopra.
Le differenze delle condizioni del suolo faranno in modo che alcune piante si svilupperanno più intensamente e dunque diventeranno più alte, mentre altre cresceranno più basse. Alcune specie reagiranno attraverso la maturazione differenziata dei loro frutti o i loro colori complessivi. 
In modo particolare, le colture effettive che mostreranno crescita differenziata includono cereali, piselli e patate. 
La crescita differenziata seguirà naturalmente ogni feature sepolta nel sottosuolo. Sebbene la differente crescita possa sembrare inconsistente, dall'alto invece questa è molto più ben visibile, così come i piccoli mutamenti nel contesto della vegetazione che normalmente cresce nei dintorni. Quando il sole è basso all'orizzonte, le ombre che vengono proiettate dalle piante alte possono rendere visibile queste conformazioni.
Per la loro natura i crop marks sono solo visibili stagionalmente e non possono essere visibili del tutto eccetto nelle annate umide o secche. La siccità può essere specialmente utile ai cacciatori di cropmark poiché la crescita differenziata può manifestarsi nelle specie normalmente resistenti, come le graminacee.

## Esempi
Esempi di siti archeologici dove sono stati osservati i cropmarks sono Balbridie e Fetteresso nella Scozia, nel territorio di Lucera in Italia.